# WWE Breaking Point
WWE Breaking Point was een professioneel worstel-pay-per-view (PPV) evenement dat georganiseerd werd door de World Wrestling Entertainment voor hun Raw, SmackDown en ECW brands. Het evenement vond plaats op 13 september 2009 in het Bell Centre in Montreal, Quebec, Canada.
De naam werd gekozen met behulp van een stemming op WWE.com. Breaking Point werd verkozen boven Submission Sunday, Total Submission en Submit & Quit. Er vonden zeven wedstrijden plaats.
De show was, wat bekendstaat als een supercard, meer dan één 'main event'. Het concept van Breaking Point houdt in dat elke main event een Submission match is. De main events waren CM Punk vs. The Undertaker, in een wedstrijd voor het World Heavyweight Championship, John Cena vs. Randy Orton in een "I Quit" match voor het WWE Championship en The Legacy (Cody Rhodes en Ted DiBiase) vs. D-Generation X (Triple H en Shawn Michaels) in een Submissions Count Anywhere Match.
De andere wedstrijden waren Chris Jericho en The Big Show vs. MVP en Mark Henry voor het Unified WWE Tag Team Championship, Kofi Kingston vs. The Miz voor het WWE United States Championship , Kane vs. The Great Khali in een Singapore Cane match en Christian vs. William Regal voor het ECW Championship.
Breaking Point werd 169.000 maal gekocht, minder dan Unforgiven 2008, dat 211.000 maal werd gekocht.

## Achtergrond

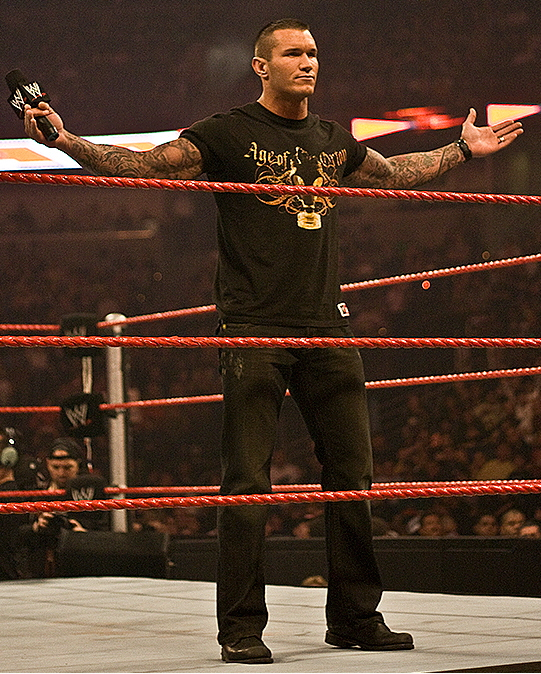
Randy Orton verloor de WWE Championship aan John Cena in een "I Quit" match.

De main event van Raw was aangekondigd op de dag na SummerSlam. Het was dezelfde wedstrijd als op SummerSlam, namelijk Randy Orton vs. John Cena. Orton zorgde opzettelijk voor een disqualificatie, een count-out en kreeg uiteindelijk een pin nadat een 'fan', die later de broer van Ted DiBiase bleek te zijn, de scheidsrechter had aangevallen. Vince McMahon zorgde ervoor dat Orton opnieuw tegen Cena zou vechten op Breaking Point, omdat hij de wedstrijd op een oneerlijke manier had gewonnen. Een toegevoegde regel was dat als iemand ten gunste van Orton de wedstrijd zou beïnvloeden, Orton zijn titel zou verliezen. Omdat het een main event was, moest het een submission match worden en Cena koos ervoor om er een "I Quit" match van te maken.
Na het winnen van de World Heavyweight Championship op SummerSlam, verdedigde CM Punk zijn titel tijdens de eerstvolgende aflevering van SmackDown tegen Jeff Hardy. De verliezer van die wedstrijd zou worden ontslagen en de winnaar zou de titel verdedigen tegen The Undertaker, die op SummerSlam zijn terugkeer maakte, op Breaking Point, in een Submission match.

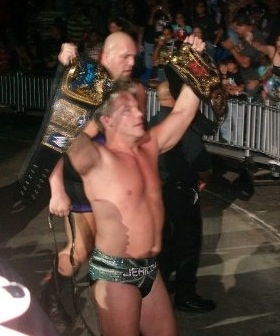
Chris Jericho and The Big Show verdedigden de Unified WWE Tag Team Championship tegem MVP en Mark Henry.

De 'guest host' van Raw op 24 augustus, Floyd Mayweather Jr., had op WrestleMania XXIV al een wedstrijd met Big Show gehad en gewonnen. Door de spanningen tussen Mayweather en Big Show, zorgde Mayweather ervoor dat MVP en Mark Henry een wedstrijd voor de Unified WWE Tag Team Championship konden krijgen als ze Jericho en Big Show konden verslaan. Mayweather gaf MVP een boksbeugel waarmee hij Jericho knock-out sloeg en de pinfall kreeg. Hierdoor kregen MVP en Mark Henry het recht op een kampioenschapswedstrijd op Breaking Point.
Tijdens de Beat the Clock Challenge tijdens Raw op 27 juli, om de tegenstander van Randy Orton voor SummerSlam te bepalen, moest Triple H Cody Rhodes verslaan in minder dan 6 minuten en 49 seconden. Dit mislukte door een afleiding door Ted DiBiase, de andere helft van Legacy. Dit leidde tot een 2 op 1 handicap match tussen Triple H en Legacy. Triple H verloor en besloot D-Generation X weer bij elkaar te krijgen. DX won van Legacy op SummerSlam. Na herhaaldelijke aanvallen werd op WWE.com bekendgemaakt dat DX een wedstrijd zou hebben tegen Legacy op Breaking Point in een Submissions Count Anywhere Match.
Sinds The Bash, waren Kane en The Great Khali constant in conflict. Ze verstoorden elkaars wedstrijden en hinderden, of in Kane's geval ontweken, elkaar. Om Khali's aandacht en het voordeel te krijgen, ontvoerde Kane Ranjin Singh, de tolk van Khali. Later wordt bekendgemaakt dat ze (Kayfabe) broers zijn. Kane versloeg Khali vervolgens op SummerSlam. Khali ging door met aanvallen op Kane en dit leidde tot Singapore cane match op Breaking Point.

## Resultaten
| Nr.                                                                          | Match | Winnaar(s)        |
| ---------------------------------------------------------------------------- | --- | ----------------- |
| 1                                                                            | Jeri-Show (Chris Jericho & The Big Show) (c) vs. The World's Strongest Tag Team (Montel Vontavious Porter & Mark Henry) in een tag team match voor het Unified WWE Tag Team Championship | Jeri-Show (c)     |
| 2                                                                            | Kofi Kingston (c) vs. The Miz in een een-op-een match voor het WWE United States Championship                                                                                            | Kofi Kingston (c) |
| 3                                                                            | The Legacy vs. D-Generation X in een Submissions Count Anywhere match | The Legacy        |
| 4                                                                            | The Great Khali vs. Kane in een Singapore Cane match | Kane              |
| 5                                                                            | Christian (c) vs. William Regal in een een-op-een match voor het ECW Championship | Christian (c)     |
| 6                                                                            | Randy Orton (c) vs. John Cena in een "I Quit" match voor het WWE Championship | John Cena (nc)    |
| 7                                                                            | CM Punk (c) vs. The Undertaker in een Submission match voor het World Heavyweight Championship                                                                                           | CM Punk (c)       |
| (c) huidige kampioen voor en na de match \| (nc) nieuwe kampioen na de match | |                   |